# 斯米亞多沃
斯米亞多沃是保加利亞的城鎮，位於該國東部，距離首府舒門30公里，由舒門州負責管轄，海拔高度200米，受大陸性氣候影響，2009年人口4,036，居民主要信奉東正教。

## 外部連結
- Web page about Smyadovo （保加利亚文）

43°04′N 27°01′E / 43.067°N 27.017°E